# Utgrävetjärnen
Utgrävetjärnen är en sjö i Lycksele kommun i Lappland och ingår i Umeälvens huvudavrinningsområde. Sjön har en area på 0,0534 kvadratkilometer och ligger 307,2 meter över havet.

## Delavrinningsområde
Utgrävetjärnen ingår i det delavrinningsområde (719315-159742) som SMHI kallar för Ovan 719448-159860. Medelhöjden är 308 meter över havet och ytan är 5,56 kvadratkilometer. Räknas de 26 avrinningsområdena uppströms in blir den ackumulerade arean 348,67 kvadratkilometer. Paubäcken som avvattnar avrinningsområdet har biflödesordning 2, vilket innebär att vattnet flödar genom totalt 2 vattendrag innan det når havet efter 208 kilometer. Avrinningsområdet består mestadels av skog (83 procent). Avrinningsområdet har 0,05 kvadratkilometer vattenytor vilket ger det en sjöprocent på 0,9 procent.